# Marisa Galvany
Marisa Galvany (Myra Beth Genis) (Paterson (Nueva Jersey); 19 de junio de 1936) es una soprano estadounidense de importante actuación en la New York City Opera entre 1972 y 1983 en repertorio italiano. También actuó nacional e internacionalmente.

## Biografía
Estudió con Armen Boyajian (maestro de Paul Plishka y Samuel Ramey) debutando en la Seattle Opera en 1968 como Tosca y en 1969 en Nueva York en Medea en Corinto. Su debut internacional fue en 1972 en el Palacio de Bellas Artes de México como Aída.
En 1972 comenzó una larga asociación con la New York City Opera y Julius Rudel quien la contrató en Maria Stuarda de Gaetano Donizetti como contraparte de Beverly Sills. En esa compañía cantó Abigaille en Nabucco, Amelia en Un ballo in maschera, Gilda en Rigoletto, Odabella en Attila, Santuzza en Cavalleria rusticana, Violetta en La traviata, Anna Bolena y Medea.
En 1973, Galvany filmó Lady Macbeth, en Macbeth, para la Canadian Broadcasting Company con Louis Quilico. Debutó en Filadelfia y Nueva Orleans donde cantó Les Huguenots, y Salomé en Hérodiade de Jules Massenet.
Debutó en el Metropolitan Opera el 12 de marzo de 1979, como Norma junto a Yelena Obraztsova, Galvany cantó una sola representación, la gira de la compañía de 1985 como Ortrud en Lohengrin y Kostelnička en Jenůfa en el auditorio del Met el 12 de octubre de 1985. En Cincinnati, cantó Turandot y Salomé.
Hacia el final de su carrera cantó papeles de mezzosoprano como Amneris en Aída y Carmen.
Otras actuaciones incluyeron los teatros de Fráncfort, Caracas, Varsovia, Praga, Belgrado y el Liceo de Barcelona.